# Kuzki
Kuzki – wieś w Polsce położona w województwie świętokrzyskim, w powiecie włoszczowskim, w gminie Włoszczowa.
| SIMC    | Nazwa     | Rodzaj     |
| ------- | --------- | ---------- |
| 0278280 | Wrzosy    | przysiółek |
| 0278296 | Wygwizdów | przysiółek |

W latach 1975–1998 miejscowość administracyjnie należała do województwa kieleckiego.